# II. Fetih Giráj krími kán
II. Fetih Giráj (krími tatár: II Fetih Geray, ٢ فتح كراى), (1696 – 1746) krími tatár kán, II. Devlet Giráj kán fia.

## Élete
1731–1735 között a núreddin, majd 1735–1736-ban a kalga méltóságokat viselte. Részt vett a törökök perzsiai hadjáratában, ahol kitűnt bátorságával. 1736-ban, miután az oroszok végigdúlták a Krím-félszigetet, a szultán I. Kaplan Giráj helyére Fetihet tette meg krími kánnak. Fetih fivéreit, Arszlánt és Mahmudot nevezte ki kalgának és núreddinnek.
Bár a tatárok képtelenek voltak védekezni a von Münnich vezette orosz hadsereg ellen, a győzelemnek nagy ára volt. A járvány és az akadozó ellátmány miatt ők is harmincezer embert veszítettek. Az oroszok visszavonulása után a tatárok -török segítséggel- egy bosszúhadjárattal végigportyázták Dél-Oroszországot és harmincezer foglyot hajtottak el. A következő évben Peter von Lacy vezetésével újabb orosz hadsereg indult a Krími kánság ellen és rövid ostrom után elfoglalta Ocsakovot. A kudarc miatt a szultán leváltotta az alig tíz hónapja kinevezett II. Fetihet, a helyére újból II. Menglit tették meg kánnak.
Fetih 1746-ban halt a törökországi Vize városában.